# عبدل مومونی
عبدل مومونی (انگلیسی: Abdul Mumuni؛ زادهٔ ۲۵ اوت ۱۹۷۳) بازیکن فوتبال اهل غنا بود.
از باشگاه‌هایی که در آن بازی کرده است می‌توان به باشگاه ورزشی هارتس آف اوک اشاره کرد.
وی همچنین در تیم ملی فوتبال غنا بازی کرده است.